# Elliot Adam
Pour les personnes ayant le même patronyme, voir Adam (homonymie).
Elliot Adam est un explorateur anglais né vers 1645 et mort à Cambridge en 1700.

## Biographie
Capturé par les Maures en 1670, il est vendu comme esclave puis parvint à s'évader. Il retourne alors en Angleterre (1672), y est ensuite ordonné prêtre et est connu pour s'être opposé à Titus Oates.
Jules Verne le mentionne dans son roman Cinq semaines en ballon (chap. XXXVIII) mais fait erreur en écrivain que les Maures le tuent. 

## Publication
- Narrative of my travels, captivity and escape from Salle in the Kingdom of Fez, 1682.